# Музеј подземне железнице
Музеј подземне железнице (мађ. Földalatti Vasúti Múzeum), такође познат као Миленијумски подземни музеј, је музеј који се налази испод трга Деак Ференц у центру Будимпеште. Доступан је из система пешачке подземне железнице који повезује трг са метро станицом Деак Ференц и смештен је у тунелу који је некада носио шине линије М1 будимпештанског метроа.

## Историја
Линија 1 је најстарија линија метроа у Будимпешти, која је стално у функцији од 1896. Почетни део је ишао између станице Гизела (сада Верешмарти) и станице Арена ут (сада станица код Трга хероја) и служио је за међустаницу испод трга Деак Ференц. Ова првобитна станица је изграђена са две бочне платформе, на дубини од само 2,7 метара. Прилаз станици укључивао је оштру кривину која је дистинктована оригиналним распоредом трга.  
Педесетих година прошлог века и припрема за планирану линију М2 метроа, траса линије М1 испод трга је преусмерена како би се ублажила оштра кривина. Ово скретање је оставило део првобитног тунела празан и ограђен зидом. На крају, линија М2 није отворена све до 70-их, али су 60-их даљи припремни радови довели до стварања великог система пешачког подвожњака испод трга, што је довело у питање судбину деонице напуштеног тунела. Прво је било планирано да се попуни, али је потом предложено да се у њему организује изложба метроа.  
Као резултат ове сугестије, у обновљеном тунелу настао је нови музеј. Музеј је отворен 26. октобра 1975. Обновљен је 1996. на 100. годишњицу отварања пруге.  

## Збирка

### Возила
У музеју су изложена три возила, сва са линије М1:  
| Број | Година | Напомене | Слика |
| ---- | ------ | --- | ----- |
| 1    | 1896   | Моторно возило са окретним постољем обложено металом, једно у класи 10, конструисано за отварање линије 1896. Представљен је у стању у каквом је био када је повучен из употребе 1973.                         |       |
| 19   | 1896   | Моторни возило обложен дрвеном осовином, један у класи 9, конструисан за отварање линије 1896. Враћен је у стање које је имао када је ушао у службу.                                                           |       |
| 81   | 1960   | Приколица за вожњу на четири точка, једна из класе 16 створена између 1959. и 1960. како би се обезбедио додатни капацитет на линији. Представљен је у стању у каквом је био када је повучен из употребе 1973. |       |

### Остали експонати
Са друге стране платформе од возила налази се реликвије, докуменати (укључујући планове и карте), фотографије и макете, који представљају историју линије М1 кроз њен живот. Завршни део изложбе пружа увид у изградњу каснијих и веома различитих линија метроа.  
У улазном холу музеја налази се натпис Гизела тер, изведен у глазираној плочици Жолнаи, који долази са првобитног терминала у центру града.  